# Бертолд фон Щауфенберг
Бертолд фон Щауфенберг (на немски: Berthold von Stauffenberg) е германски юрист и аристократ, участвал в опита за убийство на фюрера Адолф Хитлер от 20 юли 1944 г., заедно със своя брат Клаус фон Щауфенберг.

## Биография

### Произход и младежки години
Бертолд е най-големият от четирима братя, роден в старо аристократично южногерманско католическо семейство. Родителите му са последният обер-хофмаршал на Кралство Вюртемберг, Алфред Шенк Граф фон Щауфенберг и Каролин фон Юкскюл-Гиленбанд. Сред предците му са няколко известни прусаци, сред които най-вече Август фон Гнейзау.
Като малък, той и братята му са членове на Neupfadfinder, скаутска асоциация и част от немското младежко движение.
Следва право в Тюбинген, а през 1927 г. става асистент по международно право в Института по чуждестранно и международно право Кайзер Вилхелм. Той и неговият брат Клаус са въведени от Албрехт фон Блументал в кръга на мистичния симбиотичен поет Стефан Георге, много от чиито последователи стават част от германската съпротива срещу нацизма. Работи в Хага от 1930 до 1932 г., а през 1936 г. се жени за Мария Класен (1900 – 1977). Те имат две деца: Алфред Клаус Мария Шенк Граф фон Щауфенберг (1937 – 1987) и Елизабет Каролин Маргарет Мария Шенк Гарфин фон Щауфенберг (р. 13 юни 1939 г.).

### Кариера и опит за преврат
През 1939 г. се присъединява към германския флот – Кригсмарине, като работи във Върховното командване като съдия и съветник по международното право.
Апартаментът на Бертолд в Tristanstraße в Берлин, където брат му Клаус също живее от известно време, е място за срещи за конспираторите от 20 юли, включително братовчед им Петер Йорк фон Вартенбург. Тъй като Клаус има достъп до вътрешния кръг около Хитлер, на 20 юли 1944 г. той е избран да постави куфарче с бомба в хижата на главното военно командване на Хитлер – Вълчата бърлога в Растенбург, Източна Прусия. След това той пътува до летище Рангсдорф южно от Берлин, където се среща с Бертолд. Те отиват в Bendlerstraße, където ръководителите на заговора искат да бъде центъра на операциите в Берлин.
Адолф Хитлер оцелява след взрива и превратът се проваля. Бертолд и брат му Клаус са арестувани в Bendlerstraße още същата вечер. Клаус е екзекутиран чрез разстрел скоро след това.
След ареста на Бертолд, той е разпитан от Гестапо за неговите възгледи за „окончателното решение на еврейския въпрос“. Щауфенберг казва на Гестапо, че „той и брат му са одобрили расовия принцип на националсоциализма, но смятат, че той е „преувеличен“ и „прекомерен“.“ Щауфенберг продължава:
„Расовата идея е грубо предадена в тази война, тъй като най-добрата германска кръв е непрекъснато проливана, докато в същото време Германия е населена от милиони чуждестранни работници, които със сигурност не могат да бъдат описани с високо расово качество“.
Бертолд е съден в Народна съдебна палата от Роланд Фрайслер на 10 август 1944 г. и е един от осемте заговорника, екзекутирани в същия ден чрез обесване в затвора Пльоцензе, Берлин. Преди да бъде убит, Бертолд е душен и после свестяван многократно. Цялата екзекуция и многобройните реанимации са заснети за Хитлер, за да го гледа в свободното си време.